# Budziszów (powiat średzki)
Budziszów (niem. Baudis-Meesendorf, przed rokiem 1936: Polnisch-Baudis) – wieś Polsce położona w województwie dolnośląskim, w powiecie średzkim, w gminie Kostomłoty.

## Podział administracyjny
W latach 1975–1998 miejscowość należała administracyjnie do województwa wrocławskiego.

## Historia
Najstarszy znany zapis dotyczący wsi pochodzi z roku 1204, w którym Henryk Brodaty m.in. zwolnił swoje posiadłości od daniny na prawie polskim iure polonico zwanej podworowem. Miejscowość została wymieniona w tym łacińskim dokumencie w formie Budisschovo. Wzmiankowana w łacińskim dokumencie z 1222 roku wydanym przez biskupa wrocławskiego Lorenza, gdzie zanotowana została w formie „Budissou”. Kolejna wzmianka o miejscowości znajduje się w łacińskim dokumencie z 1250 roku wydanym przez papieża Innocentego IV w Lyonie, gdzie wieś zanotowana została w formie „Budissov”.
Miejscowość została wymieniona w łacińskim dokumencie wydanym w 1332 roku we Wrocławiu w formie Budischow. Tłumacz, który zamieścił niemieckie tłumaczenie tego dokumentu w zbiorze dokumentów dotyczących Śląska Codex Diplomaticus Silesiae w 1902 roku jako funkcjonującą wówczas nazwę podał - Polnisch-Baudis bei Neumarkt.
Spis geograficzno-topograficzny miejscowości leżących w Prusach z 1835 roku, którego autorem jest J.E. Muller notuje niemiecką nazwę miejscowości Baudis w nawiasie podając Polnisch. Po dojściu do władzy nazistów w przedwojennych Niemczech administracja III Rzeszy ze względu na polskie pochodzenie zmieniła nazwę na nową, całkowicie niemiecką Baudis-Meesendorf, którą nosiła ona w latach 1936-1945.

## Zabytki
Do wojewódzkiego rejestru zabytków wpisany jest:
- zespół folwarczny:
  - dom zarządcy, z XVIII w., XX w.
  - dom mieszkalny, z drugiej połowy XIX w.
  - spichrz, z drugiej połowy XIX w.
  - dwie stodoły, z przełomu XIX/XX w.
  - obora, z trzeciej ćwierci XIX w.
  - ogród, teren ogrodów użytkowych, z XVIII-XX w.